# Chesterfield (Derbyshire)
| \| Chesterfield \| |
| Chesterfield       |

| Chesterfield |

Chesterfield ist eine Stadt in der englischen Grafschaft Derbyshire. Sie liegt südlich von Sheffield an der Einmündung des Flusses Hipper in den Rother und hat rund 103.000 Einwohner. Der Name der Stadt setzt sich aus den angelsächsischen Worten caester = castrum (römische Befestigung) und feld (Weideland) zusammen. Im Domesday Book, einem Grundbuch Englands aus dem späten 11. Jahrhundert, erfolgte der Eintrag als Cestrefeld, einem Weiler Newbolds.

## Geschichte
Im heutigen Stadtkern Chesterfields haben Ausgrabungen eine römische Befestigungsanlage auf die Zeit 80–100 n. Chr. datiert.
1204 verlieh König Johann Ohneland der Stadt das Marktrecht, mit dem Chesterfield den Status eines freien Borough erlangte. 1266 , gegen Ende des Zweiten Krieges der Barone verschanzten sich Anhänger Simon de Montforts, darunter Robert de Ferrers, 6. Earl of Derby, und Baldwin Wake, Lord of Bourne, in der Stadt. Am 15. Mai 1266 griff eine königliche Streitmacht, die von Henry of Almain, einem Neffen Henrys III., angeführt wurde, in der Schlacht von Chesterfield an und gewann. 1594 erweiterte Königin Elisabeth I. die Rechte Chesterfields und gestand ihm einen Bürgermeister sowie weitere Ratsherren und -mitglieder zu.
Zur Großstadt wuchs Chesterfield im 19. Jahrhundert an, als es an die unter George Stephenson erbaute Eisenbahnstrecke von Leeds nach Derby angeschlossen wurde und um die Stadt herum während des Baus größere Kohlevorkommen entdeckt wurden.

## Sehenswürdigkeiten

### St. Mary and All Saints’ – The Crooked Spire

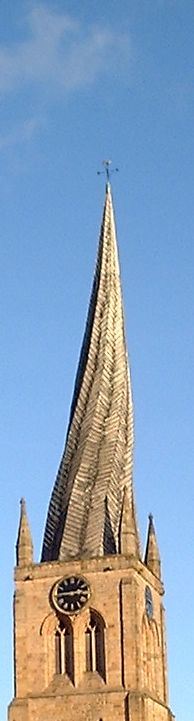
Die schiefe Kirchturmspitze (Crooked Spire)

Das Wahrzeichen der Stadt ist die schiefe Kirchturmspitze der Kirche St Mary and All Saints’ aus dem 14. Jahrhundert. Die Spitze weicht rund 2,9 Meter vom Mittelpunkt der Kegelbasis ab und ist um ein Achtel um die eigene Achse verdreht. Ein dendrochronologisches Gutachten datiert die aus 150 t Holz bestehende Konstruktion der Kirchturmspitze auf ca. 1362. Erst 1639 wurde die 50 t wiegende Bleiverkleidung angebracht. Bis dahin war die Spitze wahrscheinlich mit Eichenschindeln gedeckt.
Die Ursache der Krümmung ist nicht geklärt. Die Friends of the Parish Church of St Mary and All Saints sehen einen Unterschied in der spiralartigen Verdrehung des Turmes, die zur damaligen Zeit nicht unüblich im Kirchenbau gewesen sein soll und in der Neigung, die sich im Laufe der Zeit entwickelte. Einer Ansicht nach verdrehte sich zu frisches Eichenholz beim Austrocknen. Andere vermuten eine unsachgemäße Verstrebung, da nach der großen Pest-Epidemie Mitte des 14. Jahrhunderts gut ausgebildete Handwerker fehlten und auch Wärmeeinwirkung, da das Holz sich an der Südseite des Turms stärker verändert hat als an der Nordseite. Die wahrscheinlichste Ursache liegt in den Bleiplatten, die die ursprünglichen Holzschindeln etwa 300 Jahre nach dem Bau ersetzten. Die Holzkonstruktion war für dieses Gewicht nicht ausgelegt und verformte sich.
Der Volksglaube hat eigene Geschichten zur Verdrehung des Kirchturmes entwickelt, die meistens den Teufel beinhalten. Einer Legende nach war der Kirchturm, als eine Jungfrau vor den Traualtar der Kirche trat, so verblüfft, dass er sich hinabbeugte, um die Braut näher zu besehen. Dies ließ ihn gebeugt zurück. Andere fügen hinzu, dass er sich wieder begradigen werde, sobald wieder einmal eine Jungfrau vor den Traualtar trete. Einer anderen Legende nach beschlug ein Schmied aus Bolsover dem Teufel die Hufe so unsanft, dass er dem Kirchturm einen Tritt gab, als er an Chesterfield vorbeikam. Eine weitere Geschichte besagt, der Teufel habe sich auf dem Kirchturm ausgeruht, als er wegen des Weihrauch-Geruches niesen musste, wobei sein Schwanz, der um den Turm gelegt war, diesen verdrehte.
Die Kirche ist heute ein als Grade-I eingestuftes Baudenkmal.
Chesterfield ist Namensgeber der Chesterfield-Sitzmöbel, die der 4. Earl von Chesterfield Philip Dormer Stanhope um 1770 bei dem bekannten englischen Möbelbauer Robert Adam in Auftrag gab.

## Städtepartnerschaften
Chesterfield unterhält Städtepartnerschaften mit:
- Darmstadt, Deutschland
- Troyes, Frankreich
- Yangquan, Volksrepublik China
- Tsumeb, Namibia

## Söhne und Töchter der Stadt
- Jonathan Stokes (1755–1831), Botaniker und Mediziner
- Francis Frith (1822–1898), Photograph und Unternehmer
- Emma Miller (1839–1917), britisch-australische Suffragette
- Sam Hardy (1882–1966), Fußballspieler
- Olave Baden-Powell (1889–1977), Mitbegründerin der Pfadfinderbewegung
- James Adams (1896–1973), Fußballspieler
- Ernie Harper (1902–1979), Langstreckenläufer
- Ted Mellors (1907–1946), Motorradrennfahrer
- B. V. Bowden, Baron Bowden (1910–1989), Naturwissenschaftler, Hochschullehrer und Politiker
- Barbara Castle (1910–2002), Politikerin der Labour Party
- Fred Davis (1913–1998), Billard- und Snookerspieler
- Peter Maurice Wright (1916–1995), leitender Mitarbeiter des MI5
- Roger Elliott (1928–2018), theoretischer Festkörperphysiker
- John Fretwell (1930–2017), Diplomat
- Jeremy Kemp (1935–2019), Schauspieler
- Deric Longden (1936–2013), Schriftsteller
- Barry Knight (* 1938), Cricketspieler
- John Hurt (1940–2017), Schauspieler
- Ian Newton (* 1940), Ornithologe
- Bob Wilson (* 1941), Fußballtorhüter
- Mike Watterson (1942–2019), Snookerspieler und -kommentator sowie Sportpromoter und -manager
- Paul Patterson (* 1947), Komponist
- Terry Forrestal (1948–2000), Stuntman und Schauspieler
- Rosamond McKitterick (* 1949), Historikerin
- John L. Walters (* 1953), Jazz-Komponist, Produzent und Musikkritiker
- Phil Taylor (1954–2015), Schlagzeuger
- Tony Arins (* 1958), Fußballspieler
- Mark Walsham (* 1962), Radrennfahrer
- Joanne Guest (* 1972), Fotomodell
- Laura Hill (* 1976), Squashspielerin
- Ryan Mosley (* 1980), Maler
- Damien Walters (* 1982), Kunstturner, Stuntman und Freerunner
- Ellie Koyander (* 1991), Freestyle-Skierin
- Jonno Davies (* 1992), Schauspieler und Synchronsprecher
- Millie Bright (* 1993), Fußballspielerin
- Liam Pitchford (* 1993), Tischtennisspieler
- Jack Shephard (* 1997), Badmintonspieler
- Alicia Barrett (* 1998), Hürdenläuferin
- Joe Litchfield (* 1998), Schwimmer
- Matt Penney (* 1998), Fußballspieler
- Bess Heath (* 2001), Cricketspielerin